# Katharine Elliot, Baroness Elliot of Harwood
Katharine Elliot, Baroness Elliot of Harwood, DBE (* 15. Januar 1903; † 3. Januar 1994 in Hawick, Roxburghshire, Schottland) war eine britische Politikerin der Conservative Party. Seit 1958 war sie als Life Peeress Mitglied des House of Lords.

## Leben

### Familie und Ausbildung
Katharine Elliot, geborene Tennant, wurde in eine vornehme Glasgower Industriellenfamilie hineingeboren. Ihr Großvater Charles Tennant, ein schottischer Chemiker und Industrieller, hatte ein Bleichpulver erfunden, das er 1799 zum Patent anmeldete. Ihr Vater war der schottische Industrielle und Politiker Sir Charles Tennant, 1. Baronet (1823–1906). Er war Inhaber der St Rollox Chemical Works, der größten Chemiefabrik in Glasgow; das Fabrikgebäude wurde von dem berühmten höchsten Schornstein, dem Tennant Stalk, einer Landmarke der Stadt Glasgow, gekrönt. Katherine Elliot stammte aus der zweiten Ehe ihres Vaters mit Marguerite Agaranthe Miles (1869–1943), der Tochter von Colonel Charles William Miles (MP). Ihr Vater war zum Zeitpunkt ihrer Geburt 79 Jahre alt. Ihre Halbschwester (aus der ersten Ehe ihres Vaters) war Margot Asquith (Emma Alice Margaret Tennant), die Gattin des langjährigen britischen Premierministers Herbert Henry Asquith.
Elliot wuchs zunächst im Haus der Tennants in der West George Street in Glasgow und auf The Glen, dem Familienanwesen der Tennants, in der Nähe von Innerleithen in der Grafschaft Peeblesshire auf. Sie erhielt anfangs Privatunterricht von verschiedenen französischen Gouvernanten. Als Kind spielte sie im Kinderzimmer von Downing Street No. 10, wo ihre Halbschwester Margot Asquith lebte. Sie besuchte dann die Abbots Hill School in Hemel Hempstead in der Grafschaft Hertfordshire. Zum Abschluss ihrer Ausbildung wurde sie auf ein Mädchen-Pensionat und Bildungsinstitut für junge Mädchen (Finishing Establishment) nach Paris geschickt. 1921 wurde sie bei Hof eingeführt und König Georg V. und dessen Ehefrau Queen Mary vorgestellt.
Am gesellschaftlichen Leben weniger als an Politik interessiert, schrieb sie sich 1921 an der London School of Economics ein. Dort hörte sie Vorlesungen im Fach Politische Theorie  bei William Beveridge und Harold Laski. Elliot erklärte später: „I was more interested in politics than parties and grew up with strong Liberal ideals.“ Elliot kam in Kontakt mit einem Kreis junger aufstrebender Politiker, von denen sie im Wesentlichen ihre politische Erziehung und Prägung erfuhr. Diese lud sie regelmäßig zu Dinnerparties in ihrem Haus in der Lord North Street, No. 17 in Westminster ein. Zu diesem Kreis gehörten unter anderem Harold Macmillan, der spätere britische Premierminister, Oliver Stanley, Robert Boothby, Frank Donaldson, Noel Skelton und Walter Elliot, ihr späterer Ehemann.

### Politische Karriere
1929 wurde Elliot angefragt, für die Liberal Party als Kandidatin für das House of Commons zu kandidieren. Sie lehnte jedoch ab, da ihr Mitbewerber von der Conservative Party einer ihrer persönlichen Freunde war. Elliot blieb ihr Leben lang stets ihrer ursprünglichen, liberalen politischen Einstellung treu. Persönliche Kontakte und Freundschaften waren für sie vorrangig gegenüber parteipolitischem Kalkül; sie pflegte politische Freundschaften stets über Parteigrenzen hinaus.
Elliot näherte sich dann, unter dem Einfluss ihres Mannes, politisch der Conservative Party an. Sie schrieb Reden für ihren Mann Walter Elliott, den damaligen britischen Landwirtschaftsminister (1932–1936), und war für ihn als Wahlkampfhelferin tätig. Sie unterstützte auch sein politisches Engagement für die Installation einer staatlichen Milchbehörde („Milk Marketing Board“). Sie setzte sich für eine Reform des Strafvollzugs ein und war Gegnerin der Todesstrafe.
Von 1939 bis 1949 war Elliot Vorsitzende (Chair) der National Association of Mixed Clubs and Girls’ Clubs (später bekannt unter dem Namen Youth Clubs UK). Mit ihrer Tätigkeit zog sie die Aufmerksamkeit von Herbert Stanley Morrison auf sich. Dieser schlug sie, während seiner Amtszeit als Innenminister unter der Regierung von Clement Attlee, als Mitglied des All-Party Committee on the Effects of Prisons vor. Sie war von 1946 bis 1962 Mitglied im Beratungsausschuss des Home Office für die Behandlung von Strafgefangenen (Advisory Committee on the Treatment of Offenders); im Laufe ihrer Amtszeit besuchte sie quasi jedes große Gefängnis in Großbritannien. Sie war von 1956 bis 1965 Mitglied des Beratungsausschusses für die Kinder- und Jugendhilfe in Schottland (Advisory Committee on Child Care in Scotland). Weiters war sie von 1954 bis 1957 Vorsitzende (Chair) des Conservative Women's National Committee und Vorsitzende (Chair) der National Union of Conservative and Unionist Associations (1956–1967). 1963 wurde sie erste Vorsitzende des Consumer Council. Dieses Amt hatte sie bis 1968 inne.
In den Jahren 1954, 1956 und 1957 war sie Mitglied der britischen Delegation bei den Vereinten Nationen. Im Herbst 1956 sprach sie vor der Generalversammlung der Vereinten Nationen. In ihrer Rede verurteilte sie den Einmarsch der Sowjetunion beim Ungarischen Volksaufstand. In Abwesenheit der Ministerriege aufgrund der Suezkrise, die sich auf dem Höhepunkt befand, war die Wahl auf Elliot als Rednerin gefallen.
Nach dem Todes ihres Ehemanns Walter Elliot († 1958) wurde Elliot gedrängt, als Kandidatin im Wahlkreis Glasgow Kelvingrove, dem Wahlkreis ihres verstorbenen Ehemanns Walter Elliot, als Kandidatin der Conservative Party anzutreten; sie verlor jedoch knapp gegen die Kandidatin der Labour Party, Mary McAlister.
Elliot engagierte sich während ihrer politischen Laufbahn auch in der Kommunalpolitik. Sie war Mitglied des Roxburghshire County Council (1946–1975). Zwischen 1967 (nach anderen Quellen: 1968) und 1994 war Elliot Friedensrichterin für Roxburghshire.

### Mitgliedschaft im House of Lords
Am 26. September 1958 wurde sie, unter Premierminister Harold Macmillan, zum Life Peer ernannt. Sie trug den Titel Baroness Elliot of Harwood, of Rulewater in the County of Roxburghshire. Im House of Lords saß sie für die Conservative Party. Elliot war eine von vier Frauen, die im Jahre 1958 unter dem Life Peerages Act 1958 zum Life Peer ernannt wurde. Elliot war bei ihrer Antrittsrede die erste Frau, die – mit Ausnahme der Königinnen – seit mehr als 700 Jahren im House of Lords das Wort ergriff. Elliot war, gemeinsam mit Margaret Thatcher, die die Anfrage im House of Commons gestellt hatte, die erste Frau, die eine „Private Bill“ im House of Lords durchbrachte.
Elliot nahm bis kurz vor ihrem Tod regelmäßig an Sitzungen des House of Lords teil. Nach einem Hüftbruch kam sie mit dem Taxi weiterhin zu den Sitzungen.

## Auszeichnungen und Ehrungen
Elliot wurde 1946 zum Commander des Order of the British Empire ernannt. 1958 folgte die Ernennung zum Dame Commander des Order of the British Empire.
1959 erhielt sie die Ehrendoktorwürde (Hon LLD) als Doktor der Rechte (Doctor of Law) der Universität Glasgow. 1963 wurde sie mit Großen Silbernen Ehrenzeichen mit dem Stern für Verdienste um die Republik Österreich ausgezeichnet.

## Privates
Am 2. April 1934 heiratete Katharine Elliot, geborene Tennant, den Politiker Walter Elliott und nahm ihren Wohnsitz in Harwood, in Roxburghshire. Walter Elliot war im House of Commons Abgeordneter für die Conservative Party und damals Landwirtschaftsminister. Er war der Sohn eines Auktionators für Nutztiere. Katherine Elliot wurde eine Spezialistin für Landwirtschaft, Viehzucht und landwirtschaftliche Geräte. Ihr Anwesen bewirtschaftete sie selbst mit Leidenschaft. Zu ihrer Hochzeit wünschte sie sich nicht wie gewöhnlich Geschirr, Tafelsilber oder Porzellan; stattdessen verlangte sie einen Traktor.
Walter Elliot starb 1958 an einem Herzinfarkt. Nach seinem Tod übernahm sie den Vorstandsvorsitz (Chair) im Auktionshaus ihres Ehemanns, der Firma Lawrie & Symington Limited, the Lanark auctioneers. Dieses Amt übte sie bis 1985 aus.
Bei der feierlichen Parlamentseröffnung im November 1993 stürzte Elliot beim Verlassen des House of Lords über ihre Parlamentsrobe. Sie wurde ins Krankenhaus eingeliefert und starb im  Hawick Cottage Hospital in Harwood, in der Nähe ihres Anwesens. Sie wurde am 8. Januar 1994 in der Pfarrkirche von Hobkirk beigesetzt. Am 14. April 1994 wurde für sie ein Gedenkgottesdienst in der St Margaret’s Church im Londoner Stadtteil Westminster abgehalten.
Elliot spielte Violine und Orgel. Sie war eine passionierte Reiterin, spielte Golf. Sie sprach fließend Französisch.